# Napoleon (rappeur)
Mutah Wassin Farquad Habir Shabazz Beale, anciennement Napoleon, né le 7 octobre 1977 à Newark, dans le New Jersey, est un ancien rappeur américain, membre du groupe Outlawz. À la suite de sa conversion à l'Islam sunnite, il décide de mettre fin à sa carrière musicale.

## Biographie

### Jeunesse et carrière
Mutah Beale est né le 7 octobre 1977 à Newark, dans le New Jersey. Il est l'aîné de quatre frères et a des origines espagnoles et afro-américaines. Son père Salek Beale et sa mère Aquillah étaient tous deux convertis à l'islam. À trois ans, il assiste à leur assassinat. Après cet événement, il est recueilli avec ses frères Moonie et Kamil, dit  « Hellraza », dans la maison de leur grand-mère chrétienne, à Irvington, dans le New Jersey,. 
Mutah Beale se lance très jeune dans le rap. En 1994, il fréquente Yafeu Fula, futur Yaki Kadafi et beau-frère de Tupac Shakur. La mère de Kadafi, Yaasmyn Fula, parle du talent de Beale à Tupac. Celui-ci, touché par le fait qu'il ait assisté au meurtre de ses parents, lui offre de se joindre à son groupe Dramacydal. En tant que membre de Dramacydal, il participe à l'album Me Against the World de Tupac. La même année, Tupac lance un nouveau groupe initialement appelé Outlaw Immortalz, puis simplifié en Outlawz.
Ses membres portent des noms d'ennemis des États-Unis, comme Hussein, Kadafi, Kastro ou Komani : Beale reçoit celui de Napoleon.
All Eyez on Me, l'album suivant de 2Pac, fait participer Dramacydal (à deux chansons) et Outlaw Immortalz (à une chanson). Beale — crédité sous le nom de Mutah — participe à une quatrième chanson. Après l'assassinat de Tupac en septembre 1996, le groupe retourne dans le New Jersey, puis à Los Angeles pour signer avec le label Death Row Records et publier quatre nouveaux albums entre 1999 et 2002. Après deux albums avec le groupe, Napoleon décide de se lancer dans une carrière en solo.
Après son départ des Outlawz, Napoleon publie l'album Napoleon Presents The Loyalty Fam le 3 octobre 2006, suivi d'un second volet qui fait participer plusieurs artistes comme Tha Dogg Pound, Scarface, Lil Wayne, Baby, Hot Boys et Teena Marie. En juillet 2006, il part pour Sydney, en Australie, afin de discuter avec la jeunesse musulmane de l'influence dangereuse de la « culture gangsta » américaine. il participe à l'écriture d'une chanson pour Darryl McDaniels, du groupe Run-DMC. Membre des Outlawz, il apparaît aussi sur le premier album posthume de Shakur, et sur l'album Da Good Da Bad and Da Ugly des Geto Boys. Il enregistre ensuite la chanson Never Forget en 2004 avec Val Young et Johnny « J ».

### Conversion à l'Islam
En 2001, Napoleon est invité à se convertir à l'islam par Mikal Kamil. Il considère alors le hip-hop et l'islam comme incompatibles. Il se convertit à Fort McMurray, en Alberta, le 26 mai 2010. Par la suite, il arrête complètement sa carrière de rappeur et se consacre essentiellement à sa religion. Il effectue plusieurs conférences, notamment en Angleterre, dans lesquelles il parle de son expérience et de sa nouvelle vie, et dont les vidéos sont diffusées sur Internet.  

## Discographie

### Albums collaboratifs
- 1999 : Still I Rise (avec Outlawz)
- 2000 : Ride Wit Us or Collide Wit Us (avec Outlawz)
- 2001 : Novakane (avec Outlawz)
- 2002 : Neva Surrenda (avec Outlawz)

### Bande-son
- Bande-son de Supercop - Made Niggaz
- Bande-son de Gang Related - Made Niggaz, What's Ya Fantasy?

## Filmographie
- 2001 : Thug Life
- 2002 : Outlawz: Worldwide (DVD)
- 2007 : Tupac: Assassination